# Сомова-Михайлова, Анна Андреевна
А́нна Андре́евна Миха́йлова (урождённая Со́мова; 16 [28] января 1873, Санкт-Петербург, Российская империя — 18 октября 1945, Ленинград, СССР) — русская художница. Дочь искусствоведа Андрея Сомова, сестра художника Константина Сомова.

## Биография
Родилась 16 (28) января 1873 года в старом петербургском районе Коломна, в доме на Екатерингофском проспекте, принадлежавшем старинному дворянскому роду Лобановых, из которого происходила её мать, Надежда Константиновна, вышедшей в 1863 году замуж за Андрея Ивановича Сомова.
В семье Андрея Ивановича и Надежды Константиновны Сомовых ценили живопись, музыку, литературу, а также были страстными коллекционерами. В домашних условиях Константин и Анна у художницы В. М. Судиловской брали уроки музыки и живописи. Так же Анна училась живописи и графике под руководством своего брата.
В период с 1901 по 1911 годы в квартире С. П. Дягилева устраивались концерты, на которых принимала участие и Анна Андреевна в качестве вокалиста.
Весенние вышитые сумки, сделанные в сотрудничестве с Константином Сомовым и самостоятельно сделанные украшения платьев, сумки и декоративные панно участвовали в мировых и отечественных художественных выставках (1912, 1916, 1917, 1918, 1924). Изделия из бисера Анны Андреевны участвовали в европейских выставках, где она получала первые призы. Её женские сумочки, прозванные во Франции ридикюлями, как считают некоторые исследователи, явились родоначальниками современных женских сумочек.
В Русском музее на выставке посвящённой объединению «Мир искусства» была экспозиция изделий Анны Андреевны, там она представляла свои вышивки и матерчатые цветы.
В 1915 году в Санкт-Петербурге возник Театр марионеток. Для спектакля марионеток по пьесе XVII века «Сила любви и волшебства», вышедшего в 1916 году, Анной Андреевной были тщательно выполнены для них костюмы.
Скончалась 18 октября 1945 года в Ленинграде; похоронена на Волковском лютеранском кладбище (XXIV уч.).

## Семья
В 1894 году вышла замуж за коллежского асессора и столоначальника шестого отделения департамента окладных сборов министерства финансов Сергея Дмитриевича Михайлова (? — 17.08.1933). Жили с мужем в доме, составлявшем приданое её матери по адресу Офицерская улица, 57. Их дети:
- Евгений (1897—1975) — кинооператор, фотограф, популяризатор наследия семьи Сомовых.
- Дмитрий — военный педагог, учёный-исследователь (гироскопы).